# Koboli
Koboli so naselje v Občini Komen.